# Лимиди (Модена)
Лимиди (итал. Limidi) је насеље у Италији у округу Модена, региону Емилија-Ромања.
Према процени из 2011. у насељу је живело 3009 становника. Насеље се налази на надморској висини од 24 м.